# Langschwanzflughund
Der Langschwanzflughund (Notopteris macdonaldi) ist ein Säugetier in der Familie der Flughunde (Pteropodidae), das in Melanesien vorkommt. Das Art-Epitheton im wissenschaftlichen Namen ehrt Dr. Sir John Denis Macdonald. Er war Leiter der Expedition, die das Exemplar für die Erstbeschreibung (Holotyp) fing.

## Merkmale
Die Art erreicht eine Kopf-Rumpf-Länge von 93 bis 110 mm sowie eine Unterarmlänge von 57 bis 71 mm. Der deutsche Name bezieht sich auf den 43 bis 62 mm langen Schwanz, der für einen Flughund auffällig lang ist. Zwei unterschiedliche Studien ermittelten ein Gewicht von 70 bis 73 g bzw. durchschnittlich 61 g für Männchen. Weibchen waren 56 bis 64 g bzw. etwa 51 g schwer. Das Fell hat eine olivbraune bis dunkelbraune Farbe, Haarbüschel an den Schultern fehlen.
Wie die anderen, sich von  Nektar, Pollen und Fruchtsaft ernährende Flughunde hat dieser Flughund eine lange Zunge mit Papillen. Ein weiteres Kennzeichen ist die fehlende Kralle am Daumen.

## Verbreitung und Lebensraum

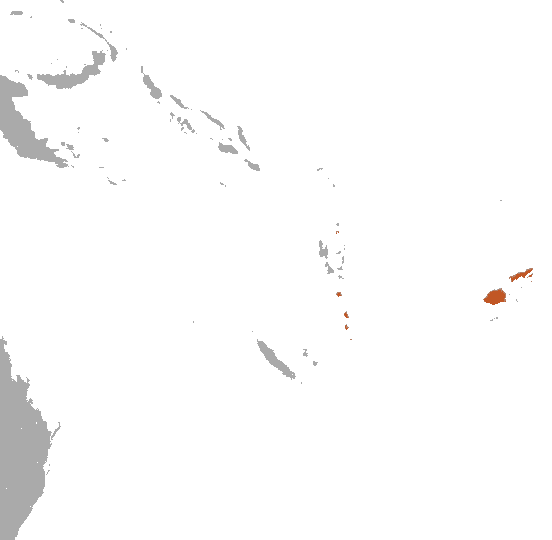
Verbreitungsgebiet (hellbraun eingefärbt).

Der Langschwanzflughund kommt in den Inselstaaten Fidschi und Vanuatu vor. Die Population auf Tonga starb kurz nach der Besiedlung der Inseln durch die Polynesier aus. Zur Gattung zählt eine weitere Art, Notopteris neocaledonica, die auf Neukaledonien lebt. Diese wurde bis ins späte 20. Jahrhundert als Unterart zum Langschwanzflughund gerechnet.
Als Habitat dienen verschiedenartige Wälder und Gärten. In Gebirgen werden feuchte Wälder bevorzugt.

## Lebensweise
Die Individuen ruhen in Höhlen und bilden dort große Kolonien. Sie können sich in Höhlenbereichen aufhalten, in die fast kein Licht kommt. Trotzdem benutzen sie nur ihr Sehvermögen zur Orientierung. Eine Studie von 1982 registrierte keine Ultraschallsignale und konnte nachweisen, dass die Navigation unabhängig vom Echo der ausgestoßenen Laute war.
Der Langschwanzflughund ernährt sich von Nektar, Pollen und Fruchtsaft.
Pro Wurf wird ein Junges geboren, das schon recht gut entwickelt ist. Es klammert sich in den ersten Tagen an das Fell am Bauch der Mutter und bleibt später allein in der Höhle, wenn die Mutter Nahrung sucht. Im Gegensatz zu früheren Beschreibungen gibt es Wochenstuben, in denen Weibchen und Jungtiere getrennt von den Männchen leben.

## Gefährdung
In mindestens einer Höhle auf Fidschi wird der Flughund als Fleischlieferant gejagt. Weiterhin wirken sich Störungen durch Vandalen, touristische Besucher oder Guano-Sammler negativ auf den Bestand aus. Obwohl die Art per Gesetz geschützt ist, nimmt die Population weiter ab. Die Weltnaturschutzunion (IUCN) listet den Langschwanzflughund als gefährdet (Vulnerable).